# شعث (روستا)
 شعث  به عربی ( شَعث )، روستایی است در دهستان کُسْمة از توابع استان رَیمه در کشور یمن در شبه جزیره عربستان. 

## جمعیت
جمعیت آن ( ۵۵ ) نفر (۵ خانوار) می‌باشد.